# كأس العرب 1963
كأس العرب لكرة القدم 1963 هي النسخة الأولى من بطولة كأس العرب لكرة القدم وقد استضافت العاصمة اللبنانية بيروت منافسات البطولة. فاز منتخب تونس بالبطولة ضمن دورة روبن.

## جدول الترتيب
| المنتخب | لعب | فاز | تعادل | خسر | له | عليه | الفرق | النقاط |
| ------- | --- | --- | ----- | --- | -- | ---- | ----- | ------ |
| تونس    | 4   | 4   | 0     | 0   | 11 | 1    | +10   | 8      |
| سوريا   | 4   | 3   | 0     | 1   | 11 | 3    | +8    | 6      |
| لبنان   | 4   | 2   | 0     | 2   | 13 | 4    | +9    | 4      |
| الكويت  | 4   | 1   | 0     | 3   | 5  | 15   | −10   | 2      |
| الأردن  | 4   | 0   | 0     | 4   | 0  | 17   | −17   | 0      |

## المباريات
| سوريا                                                       | 4 − 0 | الأردن |
| ----------------------------------------------------------- | ----- | ------ |
| أفيديس كافلاكيان 22'، ؟' · هاكوب هاروتيون ؟' · يحيى حجار ؟' | تقرير |        |

| لبنان                                                                     | 6 − 0 | الكويت |
| ------------------------------------------------------------------------- | ----- | ------ |
| - ليفون ألتونيان 20'، 89' - مارديك تشاباريان 25'، ؟'، ؟' - روبرت شحادة ؟' | تقرير |        |

| الكويت                             | 4 − 0 | الأردن |
| ---------------------------------- | ----- | ------ |
| محمد المسعود 25'، ؟' · ؟ ؟' · ؟ ؟' | تقرير |        |

| تونس            | 1 - 0 | سوريا |
| --------------- | ----- | ----- |
| رؤوف بن عمر 20' | تقرير |       |

| لبنان                                   | 2 − 3 | سوريا                              |
| --------------------------------------- | ----- | ---------------------------------- |
| جوزيف أبو مراد 12' · ليفون ألتونيان 80' | تقرير | ؟ 22' · ؟ 60' · هاكوب هاروتيون 62' |

| الأردن | 0 - 4 | تونس                                                      |
| ------ | ----- | --------------------------------------------------------- |
|        | تقرير | منجي حداد 1'، 6' · محمد صلاح الجديدي 26' · حمادي حنية 34' |

| الكويت                     | 1 - 5 | تونس                                                                       |
| -------------------------- | ----- | -------------------------------------------------------------------------- |
| عبد الرحمن سعود الدولا 85' | تقرير | محسن حبشة 9' · محمد صلاح الجديدي 21'، 54' · حمادي حنية 73' · منجي حداد 78' |

| الأردن | 0 − 5 | لبنان                                                                      |
| ------ | ----- | -------------------------------------------------------------------------- |
|        | تقرير | جوزيف أبو مراد 6' · ميشال سعد 30' · لفون التونيان ؟ '، ؟' · روبرت شحادة ؟' |

| الكويت | 0 − 4 | سوريا                                                                       |
| ------ | ----- | --------------------------------------------------------------------------- |
|        | تقرير | حنين بتراكي 30' (ضربة جزاء) · هاكوب هاروتيون ?' · فيليب شايب ؟' · اوهانس ؟' |

| تونس          | 1 - 0 | لبنان |
| ------------- | ----- | ----- |
| منجي حداد 10' | تقرير |       |

## النتيجة
| بطل كأس العرب لكرة القدم 1963 |
| ----------------------------- |
| · تونس · للمرة الأولى         |

## وصلات خارجية
- تفاصيل